# Liga Europeană EHF Feminin 2020-2021
Liga Europeană EHF Feminin 2020-21 a fost cea de-a 40-a ediție a fostei Cupe EHF și prima ediție după redenumirea acesteia, în 2020, în Liga Europeană EHF Feminin. Competiția a fost organizată și supervizată de Federația Europeană de Handbal (EHF). Ediția anterioară, ultima care a purtat numele de „Cupa EHF”, a fost anulată de către EHF din cauza gravei pandemii de coronaviroză care a afectat și competițiile sportive.

## Formatul
Ediția din 2020-21 a fost prima care a fost denumită „Liga Europeană EHF Feminin”. Sistemul de joc a fost asemănător cu cel din ediția anterioară: au existat trei manșe de calificare, o fază a grupelor și faze eliminatorii. Totuși, spre deosebire de ediția 2019-20, în Manșa 1 a ediției 2020-21 nu s-a desfășurat nici o partidă.

## Faza calificărilor

### Manșa 1 de calificare
În această manșă nu s-au desfășurat meciuri.

### Manșa a 2-a de calificare
În această manșă au fost distribuite în primă fază 12 echipe. Ele au jucat grupate câte două, în sistem tur-retur. Turul s-a desfășurat între 10 și 11 octombrie, iar returul între 17 și 18 octombrie 2020. Tragerea la sorți pentru distribuția în această fază s-a desfășurat pe 28 iulie 2020.

### Manșa a 3-a de calificare
În această manșă au fost distribuite în primă fază 18 echipe, cărora li s-au alăturat cele 6 câștigătoare ale manșei a 2-a. Cele 24 de echipe rezultate în total au jucat grupate câte două, în sistem tur-retur. Turul s-a desfășurat între 14 și 15 noiembrie, iar returul între 21 și 22 noiembrie 2020.

## Tragerile la sorți și datele manșelor
Manșa a 2-a a fost trasă la sorți pe data de 28 iulie 2020, de la ora locală 11:00, la sediul EHF de la Viena, iar extragerea a fost transmisă în direct pe canalul online ehfTV și pe conturile de Facebook și YouTube ale EHF.
| Rundă                | Data tragerii la sorți | Tur                                              | Retur                                            |
| -------------------- | ---------------------- | ------------------------------------------------ | ------------------------------------------------ |
| Manșa 1              | Nu s-au jucat meciuri  | Nu s-au jucat meciuri                            | Nu s-au jucat meciuri                            |
| Manșa a 2-a          | 28 iulie 2020          | 11–12 octombrie 2020                             | 17–18 octombrie 2020                             |
| Manșa a 3-a          | 20 octombrie 2020      | 14–15 noiembrie 2020                             | 21–22 noiembrie 2020                             |
| Faza grupelor        | 26 noiembrie 2020      | 9–10 ianuarie 2021, până pe 20–21 februarie 2021 | 9–10 ianuarie 2021, până pe 20–21 februarie 2021 |
| Sferturile de finală | Fără tragere la sorți  | 27–28 martie 2021                                | 3–4 aprilie 2021                                 |
| Final4               | 6 aprilie 2021         | 8–9 mai 2021                                     | 8–9 mai 2021                                     |

## Faza calificărilor

### Manșa 1
Numărul redus de echipe participante în prima ediție a Ligii Europene EHF Feminin a permis să se sară peste această manșă.

### Manșa a 2-a
Manșa a 2-a a fost prima rundă în care s-au desfășurat partide. La această manșă au luat parte inițial 12 echipe, care au fost distribuite pentru tragerea la sorți în două urne valorice. Distribuția a fost anunțată pe 23 iulie 2020:
| - Hypo Niederösterreich - WAT Atzgersdorf - Tertnes Bergen - LC Brühl Handball - IUVENTA Michalovce - LUGI Handboll |

| - Paris 92 - Thüringer HC - Alba Fehérvár KC - Molde HK Elite - HC Dunărea Brăila - Kuban Krasnodar |

Tragerea la sorți a avut loc pe 28 iulie 2020. Echipele provenind din aceeași țară au fost protejate în timpul procesului de extragere din urne, pentru a nu fi distribuite în meciuri în care să joace una împotriva celeilalte. În urma tragerii la sorți au rezultat următoarele partide:
| Echipa 1          | Scor gen. | Echipa 2              | Tur     | Retur   |
| ----------------- | --------- | --------------------- | ------- | ------- |
| HC Dunărea Brăila | 53 – 521) | Tertnes Bergen        | 28 – 26 | 25 – 26 |
| Molde HK Elite    | 58 – 40   | Hypo Niederösterreich | 28 – 19 | 30 – 21 |
| Paris 92          | 65 – 402) | IUVENTA Michalovce    | 36 – 14 | 29 – 26 |
| WAT Atzgersdorf   | 45 – 81   | Thüringer HC          | 24 – 39 | 21 – 42 |
| LUGI Handboll     | Abandon3) | Kuban Krasnodar       | —       | —       |
| LC Brühl Handball | Abandon4) | Alba Fehérvár KC      | —       | —       |

Note

### Manșa a 3-a
24 de echipe au luat parte la această manșă, din care 18 calificate direct, iar 6 avansate din manșa a 2-a.
| Echipă            | Echipă               |
| ----------------- | -------------------- |
| Váci NKSE         | Nykøbing Falster HK  |
| GK Astrahanocika  | Byåsen HE            |
| Viborg HK         | HSG Blomberg-Lippe   |
| DVSC SCHAEFFLER   | Nantes Atlantique HB |
| SCM Gloria Buzău  | DHK Baník Most       |
| Zvezda Zvenigorod | BM Bera Bera         |
| Storhamar HE      | HÖÖRS HK H 65        |
| TuS Metzingen     | MKS Perła Lublin     |
| Fleury Loiret HB  | Kastamonu Bld. GSK   |

| Echipă            | Echipă           |
| ----------------- | ---------------- |
| HC Dunărea Brăila | Thüringer HC     |
| Molde HK Elite    | Kuban Krasnodar  |
| Paris 92          | Alba Fehérvár KC |

Distribuția echipelor în urnele valorice a fost anunțată pe 19 octombrie 2020.
| Urna 1              | Urna a 2-a           |
| ------------------- | -------------------- |
| Nykøbing Falster HK | DHK Baník Most       |
| Viborg HK           | BM Bera Bera         |
| Fleury Loiret HB    | Nantes Atlantique HB |
| HSG Blomberg-Lippe  | Paris 92             |
| TuS Metzingen       | Thüringer HC         |
| DVSC SCHAEFFLER     | Alba Fehérvár KC     |
| Váci NKSE           | Molde HK Elite       |
| Byåsen HE           | MKS Perła Lublin     |
| Storhamar HE        | HC Dunărea Brăila    |
| SCM Gloria Buzău    | Kuban Krasnodar      |
| GK Astrahanocika    | HÖÖRS HK H 65        |
| Zvezda Zvenigorod   | Kastamonu Bld. GSK   |

Tragerea la sorți a avut loc pe 20 octombrie. În urma tragerii la sorți au rezultat partidele de mai jos. Meciurile din turul manșei s-au jucat pe 14–15, iar cele din retur pe 21–22 noiembrie 2020.
| Echipa 1             | Scor gen. | Echipa 2            | Tur     | Retur   |
| -------------------- | --------- | ------------------- | ------- | ------- |
| Thüringer HC         | 57 – 51   | HSG Blomberg-Lippe  | 27 – 31 | 30 – 20 |
| BM Bera Bera         | 51 – 56   | Zvezda Zvenigorod   | 27 – 27 | 24 – 29 |
| Paris 92             | 56 – 42   | Nykøbing Falster HK | 28 – 16 | 28 – 26 |
| Nantes Atlantique HB | 44 – 43   | SCM Gloria Buzău    | 23 – 16 | 21 – 27 |
| Kuban Krasnodar      | Abandon1) | TuS Metzingen       | —       | —       |
| Kastamonu Bld. GSK   | 31 – 302) | DVSC SCHAEFFLER     | —       | 31 – 30 |
| HC Dunărea Brăila    | 58 – 523) | Viborg HK           | 26 – 24 | 32 – 28 |
| Fleury Loiret HB     | 57 – 49   | HÖÖRS HK H 65       | 29 – 26 | 28 – 23 |
| DHK Baník Most       | 41 – 424) | Váci NKSE           | —       | 41 – 42 |
| Byåsen HE            | Abandon1) | MKS Perła Lublin    | —       | —       |
| GK Astrahanocika     | Abandon1) | Molde HK Elite      | —       | —       |
| Alba Fehérvár KC     | Abandon5) | Storhamar HE        | —       | —       |

Note

## Faza grupelor
Echipele calificate în această fază:
| Echipă                 | Echipă    |
| ---------------------- | --------- |
| Herning-Ikast Håndbold | CS Minaur |
| Siófok KC              | GK Lada   |

| Echipă               | Echipă             |
| -------------------- | ------------------ |
| Fleury Loiret HB     | MKS Perła Lublin   |
| Nantes Atlantique HB | HC Dunărea Brăila  |
| Paris 92             | GK Astrahanocika   |
| Thüringer HC         | Kuban Krasnodar    |
| Váci NKSE            | Zvezda Zvenigorod  |
| Storhamar HE         | Kastamonu Bld. GSK |

Echipele care au jucat în această fază au fost distribuite în patru grupe de câte patru echipe. Tragerea la sorți a avut loc pe 26 noiembrie 2020. În fiecare grupă, echipele au jucat într-un turneu de tip fiecare cu fiecare, cu meciuri pe teren propriu și în deplasare. Primele două echipe din fiecare grupă s-au calificat în sferturile de finală. Echipele provenind din aceeași federație națională au fost protejate, neputând fi extrase în aceeași grupă.
| Departajare |
| --- |
| În faza grupelor, echipele au fost departajate pe bază de punctaj (2 puncte pentru victorie, 1 punct pentru meci egal, 0 puncte pentru înfrângere). La terminarea fazei grupelor, dacă două sau mai multe echipe dintr-o grupă au acumulat același număr de puncte, atunci departajarea lor s-a făcut conform regulamentului, ținând cont de următoarele criterii și în următoarea ordine: 1. Cel mai mare număr de puncte obținute în meciurile directe; 2. Golaveraj superior în meciurile directe; 3. Cel mai mare număr de goluri înscrise în meciurile directe (sau în meciul din deplasare, în cazul sistemului tur-retur); 4. Golaveraj superior în toate meciurile din grupă; 5. Cel mai bun golaveraj pozitiv în toate meciurile din grupă; În timpul fazei grupelor, doar criteriile 4–5 s-au aplicat pentru a determina clasamentul provizoriu al echipelor. |

### Grupa A
| Loc | Echipa                 | MJ | V | E | Î | GM  | GP  | DG  | Pct | Calificare           |
| --- | ---------------------- | -- | - | - | - | --- | --- | --- | --- | -------------------- |
| 1   | Herning-Ikast Håndbold | 6  | 5 | 0 | 1 | 198 | 160 | +38 | 10  | Sferturile de finală |
| 2   | Zvezda Zvenigorod      | 6  | 3 | 0 | 3 | 135 | 135 | 0   | 6   | Sferturile de finală |
| 3   | Paris 92               | 6  | 3 | 0 | 3 | 93  | 101 | −8  | 6   |                      |
| 4   | Váci NKSE              | 6  | 1 | 0 | 5 | 150 | 180 | −30 | 2   |                      |

|           | HIH     | VÁC     | ZVE     | PAR     |
| --------- | ------- | ------- | ------- | ------- |
| Ikast HB  | –       | 39 – 29 | 34 – 25 | 25 – 23 |
| Váci NKSE | 26 – 38 | –       | 29 – 30 | 33 – 34 |
| Zvezda    | 31 – 39 | 29 – 33 | –       | 10 – 0  |
| Paris 92  | 26 – 23 | 10 – 0  | 0 – 10  | –       |

### Grupa B
| Loc | Echipa             | MJ | V | E | Î | GM  | GP  | DG  | Pct | Calificare           |
| --- | ------------------ | -- | - | - | - | --- | --- | --- | --- | -------------------- |
| 1   | Nantes Atlantique  | 6  | 4 | 0 | 2 | 149 | 141 | +8  | 8   | Sferturile de finală |
| 2   | GK Lada            | 6  | 3 | 0 | 3 | 147 | 139 | +8  | 6   | Sferturile de finală |
| 3   | MKS Perla Lublin   | 6  | 2 | 1 | 3 | 154 | 155 | −1  | 5   |                      |
| 4   | Kastamonu Bld. GSK | 6  | 2 | 1 | 3 | 156 | 171 | −15 | 5   |                      |

|            | LAD     | KAS     | NAN     | LUB     |
| ---------- | ------- | ------- | ------- | ------- |
| GK Lada    | –       | 27 – 29 | 32 – 29 | 30 – 24 |
| Kastamonu  | 29 – 25 | –       | 26 – 29 | 20 – 20 |
| Nantes HB  | 0 – 10  | 35 – 26 | –       | 25 – 21 |
| MKS Lublin | 28 – 23 | 35 – 26 | 26 – 31 | –       |

### Grupa C
| Loc | Echipa              | MJ | V | E | Î | GM  | GP  | DG  | Pct | Calificare           |
| --- | ------------------- | -- | - | - | - | --- | --- | --- | --- | -------------------- |
| 1   | CS Minaur Baia Mare | 6  | 5 | 0 | 1 | 150 | 116 | +34 | 10  | Sferturile de finală |
| 2   | GK Astrahanocika    | 6  | 4 | 0 | 2 | 137 | 112 | +25 | 8   | Sferturile de finală |
| 3   | Storhamar HE        | 6  | 2 | 0 | 4 | 157 | 182 | −25 | 4   |                      |
| 4   | Thüringer HC        | 6  | 1 | 0 | 5 | 93  | 127 | −34 | 2   |                      |

|               | BAI     | AST     | STO     | THÜ     |
| ------------- | ------- | ------- | ------- | ------- |
| CS Minaur     | –       | 30 – 27 | 33 – 29 | 10 – 0  |
| Astrahanocika | 33 – 27 | –       | 10 – 0  | 10 – 0  |
| Storhamar HE  | 27 – 40 | 33 – 28 | –       | 32 – 30 |
| Thüringer HC  | 0 – 10  | 22 – 29 | 41 – 36 | –       |

### Grupa D
| Loc | Echipa            | MJ | V | E | Î | GM  | GP  | DG  | Pct | Calificare           |
| --- | ----------------- | -- | - | - | - | --- | --- | --- | --- | -------------------- |
| 1   | Siófok KC         | 6  | 5 | 1 | 0 | 181 | 154 | +27 | 11  | Sferturile de finală |
| 2   | HC Dunărea Brăila | 6  | 3 | 1 | 2 | 170 | 167 | +3  | 7   | Sferturile de finală |
| 3   | Kuban Krasnodar   | 6  | 2 | 2 | 2 | 130 | 120 | +10 | 6   |                      |
| 4   | Fleury Loiret HB  | 6  | 0 | 0 | 6 | 104 | 144 | −40 | 0   |                      |

|               | SIÓ     | DUN     | KUB     | FLE     |
| ------------- | ------- | ------- | ------- | ------- |
| Siófok KC     | –       | 31 – 24 | 28 – 28 | 29 – 28 |
| HC Dunărea    | 25 – 27 | –       | 36 – 32 | 29 – 27 |
| Kuban         | 25 – 31 | 25 – 25 | –       | 10 – 0  |
| Fleury Loiret | 24 – 35 | 25 – 31 | 0 – 10  | –       |

## Fazele eliminatorii
În această fază s-au calificat echipele care au terminat pe primele două locuri în fiecare din cele patru grupe:
| De pe locul 1 din grupă    | De pe locul 2 din grupă |
| -------------------------- | ----------------------- |
| Herning-Ikast Håndbold     | Zvezda Zvenigorod       |
| Nantes Atlantique Handball | GK Lada                 |
| CS Minaur Baia Mare        | GK Astrahanocika        |
| Siófok KC                  | HC Dunărea Brăila       |

### Programul partidelor
|  | Sferturile de finală | Sferturile de finală | Sferturile de finală | Sferturile de finală | Sferturile de finală |    |                   | Semifinalele      | Semifinalele | Semifinalele | Semifinalele | Semifinalele |                  |             | Finala      | Finala      | Finala      | Finala | Finala |  |
|  |                      |                      |                      |                      |                      |    |                   |                   |              |              |              |              |                  |             |             |             |             |        |        |  |
|  | C2                   | GK Astrahanocika     | 26                   | 28                   | 54                   |    |                   |                   |              |              |              |              |                  |             |             |             |             |        |        |  |
|  | D1                   | Siófok KC            | 32                   | 29                   | 61                   |    |                   |                   |              |              |              |              |                  |             |             |             |             |        |        |  |
|  | D1                   | Siófok KC            | 32                   | 29                   | 61                   |    | D1                | Siófok KC         | –            | –            | 36           |              |                  |             |             |             |             |        |        |  |
|  |                      |                      |                      |                      |                      |    | D1                | Siófok KC         | –            | –            | 36           |              |                  |             |             |             |             |        |        |  |
|  |                      | A1                   | Herning-Ikast HK     | –                    | –                    | 34 |                   |                   |              |              |              |              |                  |             |             |             |             |        |        |  |
|  | B2                   | A1                   | Herning-Ikast HK     | –                    | –                    | 34 | GK Lada           | 29                | 25           | 54           |              |              |                  |             |             |             |             |        |        |  |
|  | B2                   |                      |                      |                      |                      |    | GK Lada           | 29                | 25           | 54           |              |              |                  |             |             |             |             |        |        |  |
|  | A1                   | Herning-Ikast HK     | 31                   | 28                   | 59                   |    |                   |                   |              |              |              |              |                  |             |             |             |             |        |        |  |
|  | A1                   | Herning-Ikast HK     | 31                   | 28                   | 59                   |    |                   |                   |              |              |              |              |                  | D1          | Siófok KC   | –           | –           | 31     |        |  |
|  |                      |                      |                      |                      |                      |    |                   |                   |              |              |              |              |                  | D1          | Siófok KC   | –           | –           | 31     |        |  |
|  |                      | B1                   | Nantes Atlantique    | –                    | –                    | 36 |                   |                   |              |              |              |              |                  |             |             |             |             |        |        |  |
|  | A2                   | B1                   | Nantes Atlantique    | –                    | –                    | 36 | Zvezda Zvenigorod | 29                | 28           | 57           |              |              |                  |             |             |             |             |        |        |  |
|  | A2                   |                      |                      |                      |                      |    | Zvezda Zvenigorod | 29                | 28           | 57           |              |              |                  |             |             |             |             |        |        |  |
|  | B1                   | Nantes Atlantique    | 33                   | 30                   | 63                   |    |                   |                   |              |              |              |              |                  |             |             |             |             |        |        |  |
|  | B1                   | Nantes Atlantique    | 33                   | 30                   | 63                   |    | B1                | Nantes Atlantique | –            | –            | 36           |              | Finala mică      | Finala mică | Finala mică | Finala mică | Finala mică |        |        |  |
|  |                      |                      |                      |                      |                      |    | B1                | Nantes Atlantique | –            | –            | 36           |              | Finala mică      | Finala mică | Finala mică | Finala mică | Finala mică |        |        |  |
|  |                      | C1                   | CS Minaur            | –                    | –                    | 34 |                   |                   |              |              |              |              |                  |             |             |             |             |        |        |  |
|  | D2                   | C1                   | CS Minaur            | –                    | –                    | 34 | HC Dunărea Brăila | 24                | 25           | 49           |              | A1           | Herning-Ikast HK | –           | –           | 31          |             |        |        |  |
|  | D2                   |                      |                      |                      |                      |    | HC Dunărea Brăila | 24                | 25           | 49           |              | A1           | Herning-Ikast HK | –           | –           | 31          |             |        |        |  |
|  | C1                   | CS Minaur            | 31                   | 27                   | 58                   |    |                   |                   |              |              |              |              |                  |             | C1          | CS Minaur   | –           | –      | 33     |  |

### Sferturile de finală
Împerecherea echipelor în optimile de finală s-a făcut conform regulamentului competiției:
- locul 2 în grupa B contra locului 1 în grupa A;
- locul 2 în grupa A contra locului 1 în grupa B;
- locul 2 în grupa D contra locului 1 în grupa C;
- locul 2 în grupa C contra locului 1 în grupa D.

| Echipa 1          | Scor gen. | Echipa 2               | Tur     | Retur   |
| ----------------- | --------- | ---------------------- | ------- | ------- |
| GK Lada           | 54 – 59   | Herning-Ikast Håndbold | 29 – 31 | 25 – 28 |
| Zvezda Zvenigorod | 57 – 63   | Nantes Atlantique HB   | 29 – 33 | 28 – 30 |
| HC Dunărea Brăila | 49 – 58   | CS Minaur Baia Mare    | 24 – 31 | 25 – 27 |
| GK Astrahanocika  | 54 – 61   | Siófok KC              | 26 – 32 | 28 – 29 |

### Final four
Tragerea la sorți pentru distribuția în semifinale a fost efectuată pe 15 aprilie 2021. În aceeași zi a fost confirmată și gazda turneului Final four, orașul Baia Mare din România.
În urma tragerii la sorți au rezultat următoarele partide:
|  | Semifinalele     | Semifinalele |             |    | Finala | Finala |
|  |                  |              |             |    |        |        |
|  | 8 mai 2021       |              |             |    |        |        |
|  |                  |              |             |    |        |        |
|  | Siófok KC        | 36           |             |    |        |        |
|  | Siófok KC        | 36           | 9 mai 2021  |    |        |        |
|  | Herning-Ikast HB | 34           |             |    |        |        |
|  | Herning-Ikast HB | 34           | Siófok KC   | 31 |        |        |
|  | 8 mai 2021       |              | Siófok KC   | 31 |        |        |
|  |                  | Nantes HB    | 36          |    |        |        |
|  | Nantes HB        | Nantes HB    | 36          | 36 |        |        |
|  | Nantes HB        |              |             | 36 |        |        |
|  | CS Minaur        | 34           |             |    |        |        |
|  | CS Minaur        | 34           | Finala mică |    |        |        |
|  |                  |              |             |    |        |        |
|  | 9 mai 2021       |              |             |    |        |        |
|  |                  |              |             |    |        |        |
|  | Herning-Ikast HB | 31           |             |    |        |        |
|  | Herning-Ikast HB | 31           |             |    |        |        |
|  | CS Minaur        | 33           |             |    |        |        |

#### Semifinalele
| 8 mai 2021 15:45 | Nantes Atlantique HB | 36 – 34 | CS Minaur Baia Mare | Sala Sporturilor „Lascăr Pană”, Baia Mare Asistență: Arbitri: Praštalo, Balvan |
| 8 mai 2021 15:45 | Hagman 11            | (21–15) | Araújo 7            | Sala Sporturilor „Lascăr Pană”, Baia Mare Asistență: Arbitri: Praštalo, Balvan |
| 8 mai 2021 15:45 | 3× 2×                | Raport  | 5× 1×               | Sala Sporturilor „Lascăr Pană”, Baia Mare Asistență: Arbitri: Praštalo, Balvan |

| 8 mai 2021 19:00 | Siófok KC              | 36 – 34 (Prel.) | Herning-Ikast Håndbold | Sala Sporturilor „Lascăr Pană”, Baia Mare Asistență: 0 Arbitri: Ilieva, Karbeska |
| 8 mai 2021 19:00 | Horacek 7              | (19–18)         | Nissen Kristensen 8    | Sala Sporturilor „Lascăr Pană”, Baia Mare Asistență: 0 Arbitri: Ilieva, Karbeska |
| 8 mai 2021 19:00 | 2×                     | Raport          | 1× 4×                  | Sala Sporturilor „Lascăr Pană”, Baia Mare Asistență: 0 Arbitri: Ilieva, Karbeska |
| 8 mai 2021 19:00 | FT: 31 – 31 Prel.: 5–3 |                 |                        | Sala Sporturilor „Lascăr Pană”, Baia Mare Asistență: 0 Arbitri: Ilieva, Karbeska |

#### Finala mică
| 9 mai 2021 15:45 | Herning-Ikast Håndbold | 31 – 33 | CS Minaur Baia Mare | Sala Sporturilor „Lascăr Pană”, Baia Mare Asistență: 0 Arbitri: Lidacka, Lesiak |
| 9 mai 2021 15:45 | Johansen 6             | (19–16) | Kovačević 11        | Sala Sporturilor „Lascăr Pană”, Baia Mare Asistență: 0 Arbitri: Lidacka, Lesiak |
| 9 mai 2021 15:45 | 2×                     | Raport  | 3×                  | Sala Sporturilor „Lascăr Pană”, Baia Mare Asistență: 0 Arbitri: Lidacka, Lesiak |

#### Finala
| 9 mai 2021 19:00 | Siófok KC | 31 – 36 | Nantes Atlantique HB | Sala Sporturilor „Lascăr Pană”, Baia Mare Asistență: 0 Arbitri: Vranes, Wenninger |
| 9 mai 2021 19:00 | Tóth 7    | (13–17) | Hagman 7             | Sala Sporturilor „Lascăr Pană”, Baia Mare Asistență: 0 Arbitri: Vranes, Wenninger |
| 9 mai 2021 19:00 | 6× 1×     | Raport  | 3× 1×                | Sala Sporturilor „Lascăr Pană”, Baia Mare Asistență: 0 Arbitri: Vranes, Wenninger |

## Clasamentul marcatoarelor
| Poz. | Nume             | Echipă                 | Goluri |
| ---- | ---------------- | ---------------------- | ------ |
| 1    | Bruna de Paula   | Nantes Atlantique HB   | 68     |
| 2    | Helene Fauske    | Herning-Ikast Håndbold | 61     |
| 3    | Jovana Kovačević | CS Minaur Baia Mare    | 55     |
| 4    | Aneta Udriștioiu | HC Dunărea Brăila      | 51     |
| 5    | Tamara Horacek   | Siófok KC              | 49     |
| 6    | Déborah Kpodar   | Nantes Atlantique HB   | 48     |
| 7    | Amanda Kurtović  | Kastamonu Bld. GSK     | 46     |
| 8    | Katarina Ježić   | Siófok KC              | 44     |
| 9    | Natalia Nikitina | Zvezda Zvenigorod      | 43     |
| 10   | Maria Kanaval    | HC Dunărea Brăila      | 42     |